# Duo concertante voor viool en piano
Duo concertante voor viool en piano is een compositie van Igor Stravinsky. Concertante staat hier niet zozeer voor samenspel, maar voor competitie. Het werk is opgedragen aan Samuel Dushkin, een violist die hij in 1931 ontmoette. Samen speelden zij dan ook de première van dit werk op 29 oktober 1932 in Berlijn en namen het daarna in april 1933 op. Stravinsky heeft het werk een aantal keren mondeling toegelicht, maar Stravinskykenner Robert Craft wees er daarbij op dat de componist de delen soms (wellicht) door elkaar haalde.
Het werk bestaan uit vijf delen, die verwijzen naar een klassieke structuur:
- Cantilene
- Eclogue I
- Eclogue II
- Gigue
- Dithyrambe

In Crafts toelichting bij de Naxos-uitgave wordt het volgende aangegeven:
- Cantilene staat voor zangerig, doch beide stemmen krijgen dergelijke muziek niet voorgeschoteld;
- Eclogue I is een soort perpetuum mobile, vol met maat- en ritmewisselingen
- Eclogue II; hier stromen de partijen van viool en piano samen in plaats dat ze beide concertant zijn;
- Gigue; opnieuw een perpetuum mobile met maat– en ritmewisselingen binnen maatsoorten die in twee (hoofd)tellen zijn verdeeld;
- Dithyrambe is lyrisch.